# Амирбеков, Шарипбек Агабаевич
Шарипбек Агабаевич Амирбеков (каз. Шәріпбек Ағабайұлы Әмірбеков; 22 сентября 1959; село Макталы, Мактааральский район, Чимкентская область, КазССР, СССР) — казахстанский учёный, доктор политических наук (2010), академик Академии педагогических наук РК.
Ректор Семипалатинского государственного университета имени Шакарима (2011—2015). Исполняющий обязанности ректора Казахской Национальной академии искусств имени Т. К. Жургенова (с 18 июня 2021 по 14 февраля 2022 годы).

## Биография
Родился 22 сентября 1959 года в Макталинском сельском округе Мактааральского района Чимкентской области (ныне Туркестанская область).
В 1986 году окончил исторический факультет Казахского государственного университета им. С.М. Кирова, в 2001 году юридический факультет Московского государственного социального университета.
В 1998 году защитил кандидатскую диссертацию по политическим наукам, тема диссертации: «Формирование политической концепции Цицерона», в 2010 году докторскую диссертацию, тема диссертации: «Становление и развитие новых политических систем в постсоветских республиках (на примере Казахстана и Российской Федерации)»; Имеет более 50-ти научных трудов.
С 1986 по 1994 год — заместитель секретаря Комитета комсомола и  ассистент кафедры всеобщей истории Казахского государственного университета имени С.М. Кирова;
С 1994 по 2002 год — начальник учебно-методического управления, декан факультета философии и политологии Казахского национального университета имени аль-Фараби;
С 2002 по 2005 год — докторантура Казахского национального университета имени аль-Фараби;
С 2008 по 2011 год — декан исторического факультета, проректор по языкам и воспитательной работе Казахского национального университета имени аль-Фараби;
С 2011 года — директор Департамента организационной и кадровой работы Министерства образования и науки РК;
С 28 сентября 2011 по 2015 год — ректор Семипалатинского государственного университета имени Шакарима (г. Семей);
С 12 апреля 2016 года — проректор по учебной и учебно-методической работе Казахской Национальной академии искусств имени Т. К. Жургенова;
С 18 июня 2021 года по 14 февраля 2022 года — Исполняющий обязанности ректора Казахской Национальной академии искусств имени Т. К. Жургенова;

## Награды
- 2007 (7 декабря) — Указом президента РК награждён медалью «Ерен Еңбегі үшін» (За трудовое отличие);
- 2020 (3 декабря) — Указом президента РК награждён орденом «Курмет» (Почёта);[5]
- Нагрудный знак МОН РК «Отличник образования»;
- Нагрудный знак МОН РК «Почётный работник образования РК»;
- Правительственные медали, в том числе:
  - Медаль «10 лет Астане» (2008);
  - Медаль «20 лет независимости Республики Казахстан» (2011);
  - Медаль «20 лет Конституции Республики Казахстан» (2015);
  - Медаль «20 лет Ассамблеи народа Казахстана» (2015);
  - Медаль «25 лет независимости Республики Казахстан» (2016);
  - Медаль «20 лет Астане» (2018);[6]